# Akuixà
Akuixà (en rus: Акуша) és un poble de la república del Daguestan, a Rússia. Segons el cens del 2010 tenia 4.697 habitants.